# Championnat de Géorgie de football 2000-2001
Navigation
Saison précédente Saison suivante
La saison 2000-2001 du Championnat de Géorgie de football était la 12e édition de la première division géorgienne. Le championnat, appelé Umaglesi Liga, regroupe les seize meilleurs clubs géorgiens au sein d'une poule unique, où les équipes se rencontrent deux fois dans la saison, à domicile et à l'extérieur. À la fin de cette première phase, les 3 premiers de chaque poule disputent la poule pour le titre tandis que les 3 derniers jouent la poule de relégation, dont les 2 derniers du classement sont relégués et le 4e dispute un barrage de promotion-relégation face au 3e de D2.
Le Torpedo Koutaïssi, tenant du titre, confirme sa supériorité sur le football géorgien en remportant à nouveau le titre cette saison, avec 3 points d'avance sur le Lokomotiv Tbilissi et 6 sur le FC Dinamo Tbilissi. C'est donc le 2e titre de champion de l'histoire du club, qui réussit le doublé en battant après la séance de tirs au but le Lokomotiv Tbilissi en finale de la Coupe de Géorgie.

## Les 12 clubs participants
| - FC Dinamo Tbilissi - Metalurg Rustavi - Kolkheti 1913 Poti - Torpedo Koutaïssi - Dinamo Batoum - Lokomotiv Tbilissi | - FC Merani Tbilissi - Sioni Bolnissi - Dila Gori - WIT Georgia Tbilissi - TSU Armazi Tbilissi - Iberia Samtredia |

## Compétition
Le barème de points servant à établir tous les classements se décompose ainsi :
- Victoire : 3 points
- Match nul : 1 point
- Défaite : 0 point

### Première phase
| Rang | Équipe                | Pts | J  | G  | N | P  | Bp | Bc | Diff |
| ---- | --------------------- | --- | -- | -- | - | -- | -- | -- | ---- |
| 1    | Lokomotiv Tbilissi    | 56  | 22 | 18 | 2 | 2  | 41 | 7  | +34  |
| 2    | FC Dinamo Tbilissi    | 48  | 22 | 15 | 3 | 4  | 52 | 20 | +32  |
| 3    | Torpedo Koutaïssi (T) | 48  | 22 | 14 | 6 | 2  | 33 | 7  | +26  |
| 4    | WIT Georgia Tbilissi  | 38  | 22 | 10 | 8 | 4  | 29 | 15 | +14  |
| 5    | FC Merani Tbilissi    | 32  | 22 | 8  | 8 | 6  | 22 | 21 | +1   |
| 6    | Kolkheti 1913 Poti    | 31  | 22 | 8  | 7 | 7  | 22 | 18 | +4   |
| 7    | Dinamo Batoum         | 28  | 22 | 8  | 4 | 10 | 34 | 29 | +5   |
| 8    | Sioni Bolnissi        | 26  | 22 | 7  | 5 | 10 | 17 | 28 | -11  |
| 9    | TSU Armazi Tbilissi   | 19  | 22 | 5  | 4 | 13 | 19 | 37 | -18  |
| 10   | Dila Gori             | 18  | 22 | 5  | 3 | 14 | 14 | 44 | -30  |
| 11   | Gorda Rustavi         | 18  | 22 | 3  | 9 | 10 | 16 | 29 | -13  |
| 12   | Iberia Samtredia      | 3   | 22 | 0  | 3 | 19 | 3  | 47 | -44  |

|  | Participation à la poule pour le titre            |
|  | Participation à la poule de relégation            |
|  | (T) : Tenant du titre (P) : Promu de Pirveli Liga |

### Seconde phase
Les équipes démarrent la seconde phase avec la moitié du total des points acquis lors de la première phase.

#### Poule pour le titre
| Rang | Équipe                    | Pts | J  | G | N | P | Bp | Bc | Diff |
| ---- | ------------------------- | --- | -- | - | - | - | -- | -- | ---- |
| 1    | Torpedo Koutaïssi (T) (C) | 44  | 10 | 6 | 2 | 2 | 15 | 7  | +8   |
| 2    | Lokomotiv Tbilissi        | 41  | 10 | 3 | 4 | 3 | 8  | 9  | -1   |
| 3    | FC Dinamo Tbilissi        | 38  | 10 | 3 | 5 | 2 | 13 | 9  | +4   |
| 4    | WIT Georgia Tbilissi      | 35  | 10 | 4 | 4 | 2 | 14 | 9  | +5   |
| 5    | Kolkheti 1913 Poti -3     | 24  | 10 | 2 | 2 | 6 | 10 | 19 | -9   |
| 6    | FC Merani Tbilissi -3     | 19  | 10 | 1 | 3 | 6 | 2  | 15 | -13  |

|  | Qualification pour la Ligue de champions 2001-2002                                       |
|  | Qualification pour la Coupe UEFA 2001-2002                                               |
|  | Qualification pour la Coupe Intertoto 2001                                               |
|  | (T) : Tenant du titre (C) : Vainqueur de la Coupe de Géorgie (P) : Promu de Pirveli Liga |

- Le Kolkheti 1913 Poti et le FC Merani Tbilissi ont match perdu lors de la rencontre qui les a opposés pour des accusations de match truqué.

#### Poule de relégation
| Rang | Équipe             | Pts | J  | G | N | P | Bp | Bc | Diff |
| ---- | ------------------ | --- | -- | - | - | - | -- | -- | ---- |
| 7    | Dinamo Batoum      | 32  | 10 | 5 | 3 | 2 | 13 | 7  | +6   |
| 8    | Sioni Bolnissi -3  | 27  | 10 | 5 | 2 | 3 | 14 | 12 | +2   |
| 9    | Gorda Rustavi -3   | 26  | 10 | 5 | 2 | 3 | 16 | 13 | +3   |
| 10   | Dila Gori          | 25  | 10 | 5 | 1 | 4 | 19 | 11 | +8   |
| 11   | TSU Armazi Tbilisi | 23  | 10 | 4 | 1 | 5 | 11 | 17 | -6   |
| 12   | Iberia Samtredia   | 3   | 10 | 0 | 1 | 9 | 7  | 26 | -19  |

|  | Participation au barrage de promotion-relégation                                         |
|  | Relégation directe en deuxième division                                                  |
|  | (T) : Tenant du titre (C) : Vainqueur de la Coupe de Géorgie (P) : Promu de Pirveli Liga |

- Le Sioni Bolnissi et le Gorda Rustavi ont match perdu lors de la rencontre qui les a opposés pour des accusations de match truqué.

### Matchs

#### Barrage de promotion-relégation
Le 4e de la poule de relégation affronte le 3e de D2 lors d'un match simple pour déterminer le dernier club participant à la prochaine saison de première division.
| Équipe 1       | Résultat | Équipe 2                  |
| -------------- | -------- | ------------------------- |
| Dila Gori (D1) | 0 - 2    | Samgurali Tskhaltubo (D2) |

## Bilan de la saison
| Championnat de Géorgie de football 2000-2001            |                              |
| Champion                                                | Torpedo Koutaïssi (2e titre) |
| Coupes et trophées                                      |                              |
| Vainqueur de la Coupe de Géorgie 2000-2001              | Torpedo Koutaïssi            |
| Qualifications continentales                            |                              |
| Ligue des champions 2001-2002 1er tour de qualification | Torpedo Koutaïssi            |
| Coupe UEFA 2001-2002                                    | Lokomotiv Tbilissi           |
| Coupe UEFA 2001-2002                                    | FC Dinamo Tbilissi           |
| Coupe Intertoto 2001                                    | WIT Georgia Tbilissi         |
| Promotions et relégations                               |                              |
| Promus en Umaglesi Liga                                 | Samgurali Tskhaltubo         |
| Promus en Umaglesi Liga                                 | Guria Lanchkhuti             |
| Promus en Umaglesi Liga                                 | Metalurgi Zestafoni          |
| Relégués en Pirveli Liga                                | Dila Gori                    |
| Relégués en Pirveli Liga                                | TSU Armazi Tbilissi          |
| Relégués en Pirveli Liga                                | Iberia Samtredia             |